# Sergio Rafael Pabón
Sergio Pabón (Santa Marta, Magdalena; 22 de abril de 1996) es un futbolista colombiano que juega como Guardameta y actualmente milita en el Deportes Quindío de la Categoría Primera B.

## Inicios
El 27 de agosto de 2014 fue su debut oficial como futbolista profesional con el Barranquilla F. C. en un partido de Copa en la fecha 10 del grupo A, con la dirección técnica de Arturo Reyes. Jugó con el Real Cartagena en condición de visitante, partido que finalizó 0-0.
En el Barranquilla F. C. disputó 58 partidos y 5.220 minutos, en los cuales recibió un total de 4 amarillas, en la temporada 2 del año 2022.
El 4 de julio de 2024 fue confirmado como nuevo jugador del Deportes Quindío.

## Clubes y estadísticas
| Club                                   | Div           | Temporada     | Liga  | Liga  | Copas nacionales(1) | Copas nacionales(1) | Torneos internacionales | Torneos internacionales | Total | Total |
| Club                                   | Div           | Temporada     | Part. | Goles | Part.               | Goles               | Part.                   | Goles                   | Part. | Goles |
| -------------------------------------- | ------------- | ------------- | ----- | ----- | ------------------- | ------------------- | ----------------------- | ----------------------- | ----- | ----- |
| Barranquilla F. C. · Colombia          | 2ª            | 2014          | 2     | 0     | 1                   | 0                   | —                       | —                       | 3     | 0     |
| Barranquilla F. C. · Colombia          | 2ª            | 2015          | 9     | 0     | 4                   | 0                   | —                       | —                       | 13    | 0     |
| Barranquilla F. C. · Colombia          | 2ª            | 2016          | 5     | 0     | 2                   | 0                   | —                       | —                       | 7     | 0     |
| Barranquilla F. C. · Colombia          | 2ª            | 2017          | 34    | 0     | 1                   | 0                   | —                       | —                       | 35    | 0     |
| Barranquilla F. C. · Colombia          | Total club    | Total club    | 50    | 0     | 8                   | 0                   | —                       | —                       | 58    | 0     |
| Junior de Barranquilla Colombia        | 1ª            | 2018          | —     | —     | —                   | —                   | —                       | —                       | 0     | 0     |
| Junior de Barranquilla Colombia        | 1ª            | 2019          | —     | —     | 1                   | 0                   | —                       | —                       | 1     | 0     |
| Junior de Barranquilla Colombia        | Total club    | Total club    | —     | —     | 1                   | 0                   | —                       | —                       | 1     | 0     |
| Deportes Quindío · Colombia            | 2ª            | 2024          | 0     | 0     | 0                   | 0                   | —                       | —                       | 0     | 0     |
| Deportes Quindío · Colombia            | Total club    | Total club    | 0     | 0     | 0                   | 0                   | —                       | —                       | 0     | 0     |
| Total carrera                          | Total carrera | Total carrera | ¿?    | ¿?    | ¿?                  | ¿?                  | —                       | —                       | ¿?    | ¿?    |
| (1) Incluye datos de la Copa Colombia. |               |               |       |       |                     |                     |                         |                         |       |       |

## Palmarés

### Campeonatos nacionales
| Título                | Club   | País     | Año     |
| --------------------- | ------ | -------- | ------- |
| Categoría Primera A   | Junior | Colombia | 2018-II |
| Superliga de Colombia | Junior | Colombia | 2019    |
| Categoría Primera A   | Junior | Colombia | 2019-I  |